# Caenohalictus moritzi
Caenohalictus moritzi là một loài Hymenoptera trong họ Halictidae. Loài này được Alfken mô tả khoa học năm 1932.